# Каменский сельский округ (Дмитровский район)
Каменский сельский округ — упразднённая административно-территориальная единица, существовавшая на территории Дмитровского района Московской области в 1994—2006 годах.
Каменский сельсовет был образован в первые годы советской власти. По данным 1918 года он входил в состав Обольяновской волости Дмитровского уезда Московской губернии.
В 1921 году к Каменскому с/с был присоединён Гульневский с/с.
В декабре 1926 года из Каменского с/с был выделен Удинский (селения Дмитровка, Нефедиха, Поповка и Удино) с/с.
В 1926 году Каменский с/с включал село Гульнево, сельцо Удино, деревни Каменка, Медведково, Нефедиха, Подгорное и Поповка I, посёлок Писарева дача, Гульневскую лечебницу и сельхозартель Удино.
В 1929 году Каменский с/с был отнесён к Дмитровскому району Московского округа Московской области. При этом к нему был присоединён Удинский (селения Нефедиха, Поповка и Удино) с/с.
20 мая 1930 года из Каменского с/с в Рождественский с/с Коммунистического района были переданы селения Редькино и Федотово.
27 февраля 1935 года Каменский с/с был передан в Коммунистический район.
4 января 1952 года из Левковского с/с в Каменский было передано селение Старо.
14 июня 1954 года к Каменскому с/с был присоединён Левковский с/с.
7 декабря 1957 года Коммунистический район был упразднён и Каменский с/с был передан в Краснополянский район.
3 июня 1959 года Краснополянский район был упразднён и Каменский с/с был передан в Химкинский район.
18 августа 1960 года Химкинский район был упразднён и Каменский с/с был передан в Солнечногорский район.
30 сентября 1960 года в Каменский с/с из Габовского с/с были переданы селения Векшино, Дмитровка, Редькино, Рождествено и Федотово.
1 февраля 1963 года Солнечногорский район был упразднён и Каменский с/с вошёл в Дмитровский сельский район. 11 января 1965 года Каменский с/с был передан в восстановленный Дмитровский район.
3 февраля 1994 года Каменский с/с был преобразован в Каменский сельский округ.
В ходе муниципальной реформы 2004—2005 годов Каменский сельский округ прекратил своё существование как муниципальная единица. При этом все его населённые пункты были переданы в сельское поселение Габовское.
29 ноября 2006 года Каменский сельский округ исключён из учётных данных административно-территориальных и территориальных единиц Московской области.